# Alt-Köpenick 15
Alt-Köpenick 15 (auch Andersonsches Palais oder Andersonsches Palais am Rathaus Köpenick) ist ein Wohngebäude und ein Baudenkmal in der Straße Alt-Köpenick im Ortsteil Köpenick des Berliner Bezirks Treptow-Köpenick. Dieses Wohngebäude, zur Bauzeit mit der Adresse Schlossstraße, ist neben Alt-Köpenick 10 das bedeutendste erhaltene Barockgebäude in der Altstadt und hat einen hohen baukünstlerischen Wert.

## Geschichte und Beschreibung

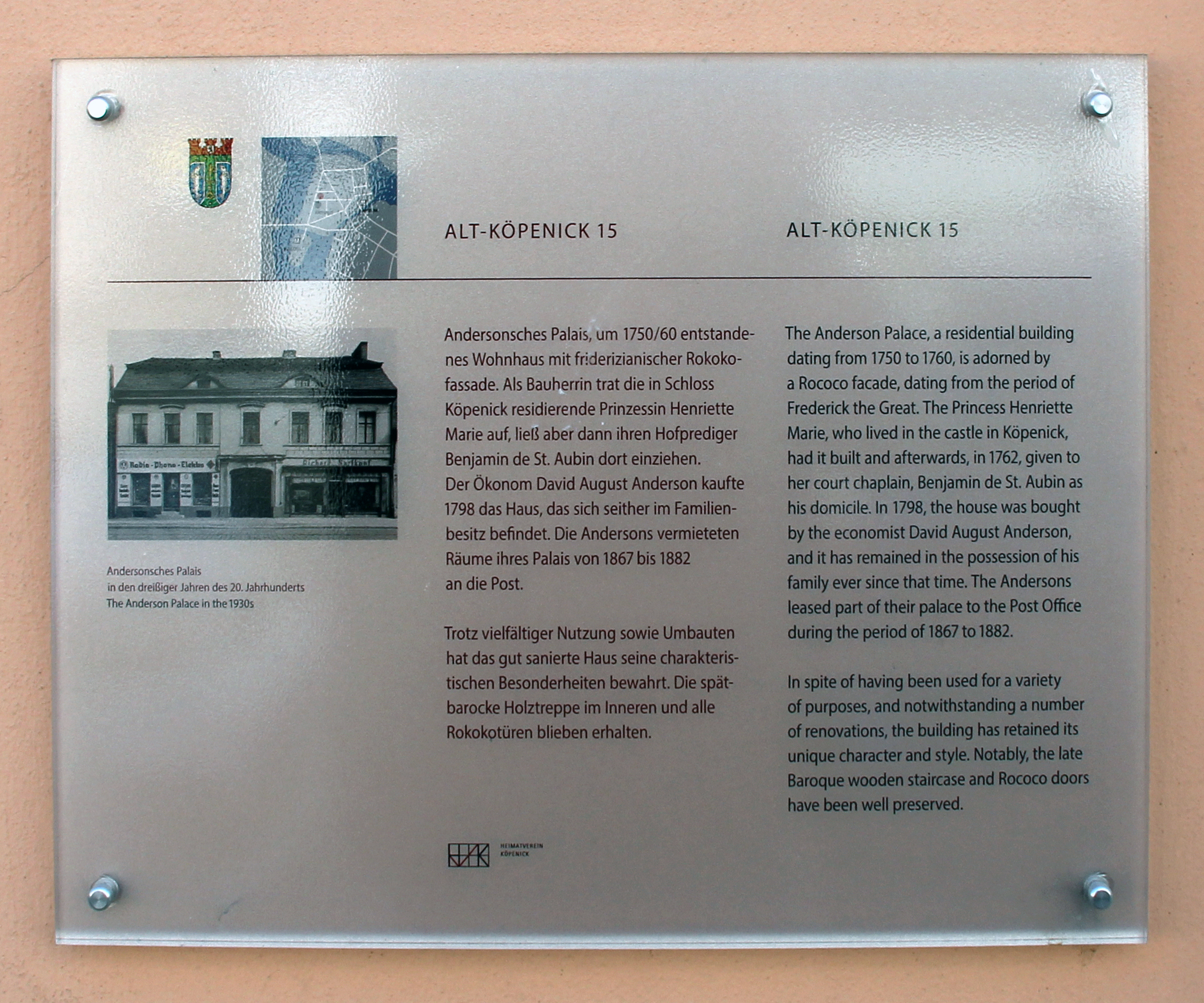
Gedenktafel Alt-Köpenick 15

Das Wohngebäude wurde um 1770 als zweigeschossiger, symmetrischer Putzbau mit sieben Fensterachsen und Mansarddach errichtet. Als Bauherrin ist die auf Schloss Köpenick wohnende Prinzessin Henriette Marie überliefert, die das repräsentative Wohngebäude für ihren Stallmeister errichten ließ. Bald gelangte das Haus jedoch in den Besitz ihres Hofpredigers Benjamin de Saint Aubin.
Die Fassade erhielt eine barock geschwungene Portalrahmung und ist an den friderizianischen Rokoko angelehnt. Trotz späterer vielfältiger Nutzungen hat das Wohngebäude im Wesentlichen seinen ursprünglichen Grundriss behalten. Auch erhalten geblieben sind die Durchfahrt im übergiebelten Mittelrisalit und die gewundene Treppenanlage mit ovalem Mittelpunkt und Rokokogeländer. Bauexperten vermuten, dass die aufwändige Treppenkonstruktion von Köpenicker Handwerkern hergestellt wurde. Sie entstand nach Vorbildern aus Potsdamer und Berliner Villen. Mitte des 19. Jahrhunderts wurden der linke Teil des Erdgeschosses und Anfang des 20. Jahrhunderts der rechte Teil des Erdgeschosses zu Läden umgebaut.
Im Hof steht ein im 18. Jahrhundert errichteter Schuppen. Das Hofgebäude, das an den rechten Seitenflügel anschließt, und der linke Seitenflügel stammen aus dem 19. Jahrhundert. Im Programm Städtebaulicher Denkmalschutz wurde es restauriert und die Besonderheiten des Gebäudes sind erhalten geblieben.
Die Bezeichnung Andersonsches Palais geht auf die Familie Anderson zurück, der das Wohnhaus ab dem Jahr 1798 gehörte.
Im 20. Jahrhundert blieb das Gebäude noch lange im Privateigentum und im Erdgeschoss befanden sich Handels- oder Dienstleistungseinrichtungen. Im Adressbuch des Jahres 1940 finden sich unter Schloßstraße 15 die Eigentümerin Helene Trometer (Mitbesitzerin einer Bootswerft), ein Bestattungsinstitut sowie ein Schuhhaus.